# شريح بن زيد الحضرمي
شريح بن زيد الحضرمي قارئ من قراء القرآن الكريم وراوي من رواة الحديث النبوي ، اسمه أبو حيوة شريح بن يزيد الحضرمي الحمصي المؤذن والد حيوة بن شريح ، ذكره ابن حبان في كتاب الثقات، وقال 	ابن حجر العسقلاني في التقريب ثقة، وقال 	الذهبي في الكاشف ثقة.

## روايته للحديث
روى الحديث عن إبراهيم بن أدهم وإبراهيم بن محمد بن زياد الألهانى وأرطاة بن المنذر وأبو البرهسم حدير بن معدان بن صالح الحضرمى المقرئ ابن أخى معاوية بن صالح وأبو مهدي سعيد بن سنان الحمصى وسعيد بن عبد العزيز وشعيب بن أبي حمزة وصفوان بن عمرو وعمران بن بشر الحضرمى وعنبسة بن يحيى ومبشر بن عبيد ومعان بن رفاعة السلامي، وروى عنه إبراهيم بن إسحاق بن الطالقانى وإبراهيم بن موسى الرازى وأبو عتبة أحمد بن الفرج الحجازي وأبو حميد أحمد بن محمد بن المغيرة العوهى وإسحاق بن راهويه وحاجب بن الوليد الأعور وحيوة بن شريح وداود بن رشيد وعمرو بن عثمان بن سعيد بن كثير بن دينار الحمصى وعيسى بن أبي عيسى بن البراد السليحى وكثير بن عبيد المذحجى ومحمد بن صدقة الجبلانى ومحمد بن مصفى وأبو التقى هشام بن عبد الملك اليزنى والوليد بن عتبة الدمشقي ويحيى بن عثمان بن سعيد بن كثير بن دينار الحمصى ويزيد بن عبد ربه الجرجسى.

## وفاته
توفي سنة 203 هـ .